# Витязь (судно, 1949—1980)
«Ви́тязь» — советское научно-исследовательское судно, совершившее в 1949—1980 множество дальних морских походов в Тихом, Индийском и Атлантическом океанах. С 1994 года является экспонатом Музея Мирового океана в Калининграде. На судне расположены экспозиции, посвящённые истории географических открытий и судоходства. Восстановлены многие исторические интерьеры — каюта капитана, кают-компания и другие.

## История судна

### «Марс»
В 1939 году был спущен на воду построенный на верфи «Шихау» в Бремерхафене (Германия) грузопассажирский теплоход «Марс». Он был предназначен для рейсов в Испанию и Португалию. Однако этому помешала Вторая мировая война. «Марс» стал военным транспортом. В январе-апреле 1945 года «Марс» вывез из Восточной Пруссии более 20 тысяч беженцев.

### «Империя, вперёд»
В декабре 1945 года по репарациям судно было передано Великобритании, где его перекрестили в Empire Forth («Империя, вперёд»), однако уже в мае 1946 года после пересмотра части репараций судно вошло в состав торгового флота СССР. Судно было приписано к балтийскому пароходству и совершало рейсы между портами Балтийского и Северного морей. Теперь оно называлось «Экватор».

### «Витязь»
При основании 31 января 1946 года Института океанологии возникла проблема выбора судна для тихоокеанской экспедиции института. Осенью этого года директор Института П. П. Ширшов направил с этой целью в Ленинград океанолога В. Г. Богорова и капитана дальнего плавания С. И. Ушакова, которые и выбрали трофейное немецкое судно. «Экватор», переименованный в «Адмирал Макаров», нужно было переоборудовать в научно-исследовательское судно Академии наук СССР. В итоге решено было назвать судно «Витязь». Это имя в прошлом носили два российских корвета, совершавших кругосветные путешествия — на первом  в том числе путешествовал Миклухо-Маклай, вторым командовал С. О. Макаров. «Проект экспедиционного научно-исследовательского судна „Витязь“» за авторством В. Г. Богорова, С. И. Ушакова, Н. И. Олчи-Оглу и Н. Н. Сысоева занесли в книгу Государственного комитета Совета министров СССР по внедрению передовой техники в народное хозяйство под номером 2739-50-6 и с датой приоритета 11.11.1946. В 1947 году судно переоборудовалось в Висмаре, а в следующем году — в Ленинграде.
«Витязь» был первым научно-исследовательским судном Института океанологии имени П. П. Ширшова РАН. На судне имелось 12 научных лабораторий. С 1949 года в течение 18 лет оно было флагманом экспедиционного флота СССР. Между 1949 и 1979 годами «Витязь» совершил под вымпелом Академии наук 65 рейсов в Тихом, Индийском и Атлантическом океанах, пройдя в общей сложности 800 тысяч морских миль и выполнив 7943 научных станции. Самый большой научный вклад судно сделало в области биологических исследований океанских глубин: в частности, было открыто 1176 новых видов животных и растений. В их числе — свыше 70 новых видов погонофор, описанных по материалам экспедиций «Витязя» в Тихий и Индийский океаны.
Первый рейс «Витязя» в Чёрное море был экспериментальным, после чего судно совершило дальний переход и было приписано к Владивостоку. Сначала исследования велись в Охотском, Японском и Беринговом морях, у Курильских островов, а с 1954 года начались работы в открытом океане — Тихом и Индийском. До начала 1960-х годов в рейсах судна велись в основном комплексные научные исследования, а затем, когда общая характеристика океана была достаточно проработана, начали проводить тематические экспедиции. Тематические рейсы были биологической, гидрологической, геологической либо геолого-геофизической направленности.
Исследования «Витязя» закрыли множество «белых пятен» на картах подводного рельефа Тихого и Индийского океанов. Были открыты и исследованы, в частности:
- Возвышенность Шатского, возвышенность Обручева, возвышенность Академии Наук, возвышенность Института Океанологии;
- Восточно-Индийский хребет, хребет Ланка, хребет «Витязя», хребет Ширшова, хребет Богорова, хребет Шокальского;
- Впадина Дерюгина, впадина ТИНРО;
- Курило-Камчатский жёлоб.

Исследования М. Н. Кошлякова в 40-м рейсе заложили основы новой области науки — синоптической океанологии.
Много научных открытий было сделано в геологических рейсах. В 43-м рейсе на срединно-океанских возвышенностях были открыты скопления фосфоритов нового вида — сильно обогащенные фосфором. 48-й рейс был полностью посвящён исследованию железомарганцевых конкреций в Тихом океане, найдены неизвестные ранее их типы и крупные скопления на склонах подводных гор. 54-й рейс помимо Тихого океана проводился и в восточный район Индийского океана до Восточно-Индийского хребта, были обнаружены не только новые виды подводного рельефа, включая 22 горы высотой до 3 км, но и произведено более 600 снимков дна для последующего изучения, в рамках тектонических работ впервые сделано сейсмическое профилирование у Яванского жёлоба, Восточно-Индийского хребта, Северо-Австралийской котловины и Западно-Австралийской котловины.
В 1957 году НИС «Витязь» измерило максимальную глубину Марианского жёлоба и всего Мирового океана, полученное значение 11 022 м часто указывалось в советской учебной и энциклопедической литературе. 1959 году судно установило мировой рекорд глубоководной якорной стоянки — 9 600 м. Участвовало в работе Международной индоокеанской экспедиции, исследованиях по программе второго Международного геофизического года.

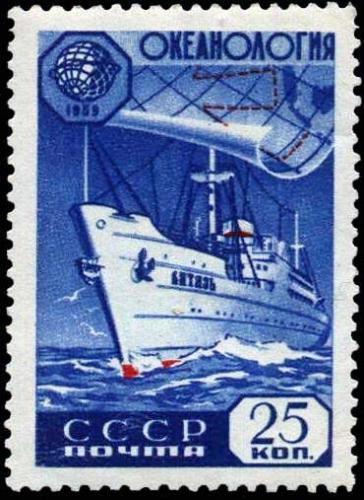
Почтовая марка с изображением НИС «Витязь». СССР, 1959

В 1979 году судно завершило свою последнюю научно-исследовательскую экспедицию, прибыв из Новороссийска в Калининград. На следующий год судно выведено из состава флота. 
На высшем уровне рассматривался вариант его установки в Москве к летним Олимпийским играм 1980 года, однако провод «Витязя» в Москву по каналам представлялся слишком сложным мероприятием, и этот план был отвергнут. В течение последующих 11 лет велись споры о судьбе заслуженного судна, в то время как сам «Витязь» постепенно гнил и разворовывался, стоя у причала судостроительного завода «Янтарь» в Калининграде.

### Музей
Для океанографов всего мира «Витязь» является таким же легендарным кораблем как «Челенджер», «Метеор», «Жирандель» или «Принцесса Алиса»...  
Оригинальный текст (фр.)Le Vitjaz, est légendaire pour les océanographes du monde entier, comme le Challenger, le Meteor, l'Hirondelle ou la Princesse Alice...
— Жак Ив Кусто. 3 мая 1967 г. - Запись в книге гостей «Витязя»
В 1992 году судно было передано новообразованному Музею мирового океана. Два года судно ремонтировалось на заводе, а 12 июля 1994 года встало на вечную стоянку у музейного причала в самом центре Калининграда.
В 2019 году «Витязь» отметил четырёхкратный юбилей: 80-летие спуска на воду, 70-летие выхода в первый научный рейс, 40-летие «выхода на пенсию» и 25-летие швартовки у музейного причала.
Помимо упомянутого подводного хребта «Витязя» (координаты: 44°—49°30' с. ш., 154°—156° в. д.) в честь этого корабля названы также расположенные в Тихом океане гора Витязь (13°30′ с. ш. 173°30′ з. д.) и жёлоб Витязь (8°35′ ю. ш. 167°30′ в. д.), разлом Витязь в Индийском океане (5°30′ ю. ш. 68°30′ в. д.) и мыс Витязь в Антарктиде (67°33′ ю. ш. 48°22′ в. д.).

## Память
Биологические таксоны, названные в честь «Витязя»:
Рыбы:
- Gonostoma vitiazi (Rass, 1950)
- Lycenchelys vitiazi (Andriashev, 1955)
- Pelagocyclus vitiazi (Lindberg et Legesa, 1955)
- Vitiaziella cubiceps[англ.] (Rass, 1955)
- Cypselurus vitjazi (Parin, 1958)
- Diaphus vitiazi (Kulikova, 1961)
- Benthodesmus vitiazi (Parin et Becker, 1970)
- Monomeropus vitiazi (Nielsen, 1971)
- Eustomias vitiazi (Parin et Pokhilskaya 1974)
- Melanostigma vitiazi (Parin, 1980)

## Галерея

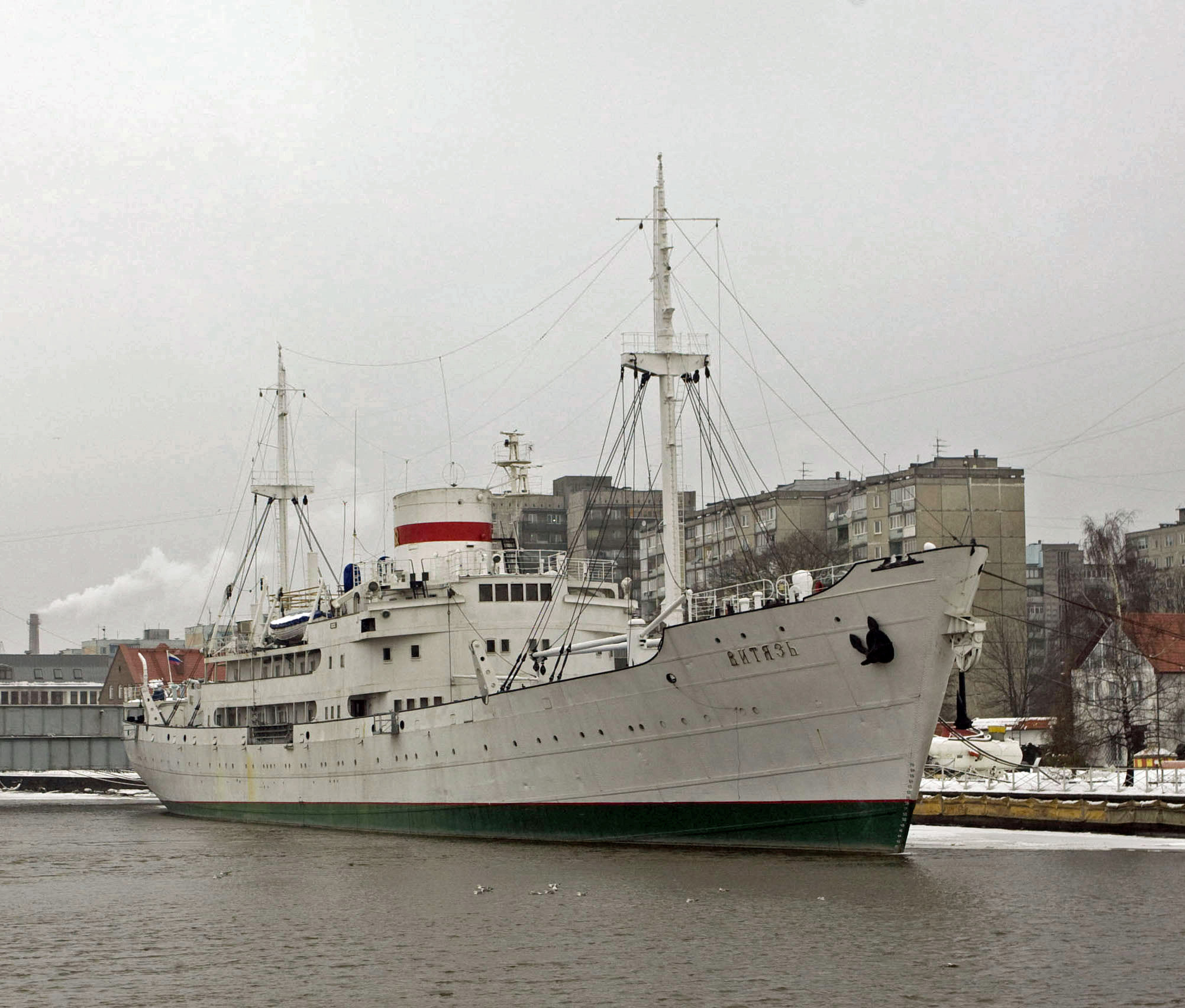
«Витязь» у музейного причала в Калининграде
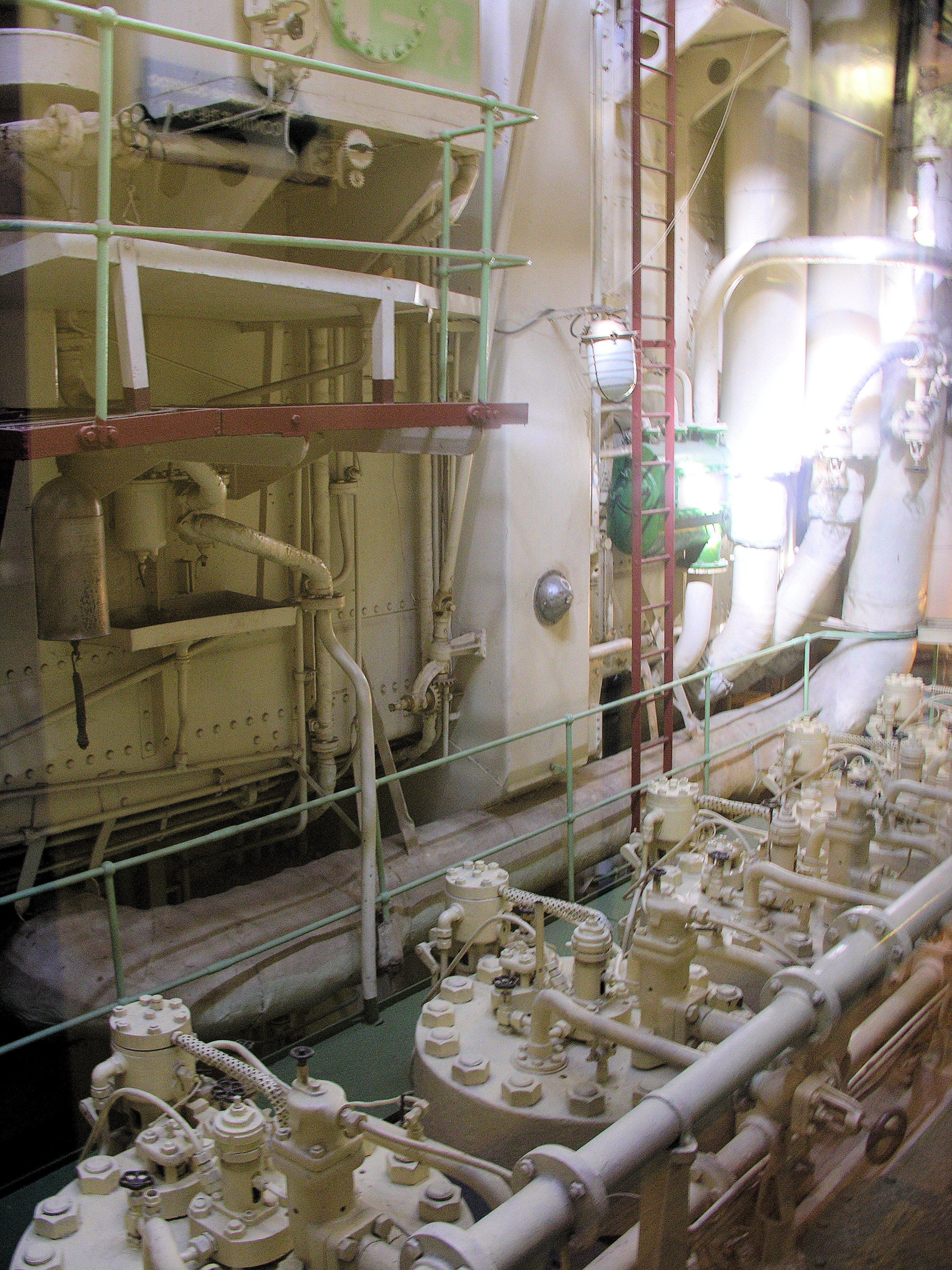
Машинное отделение судна
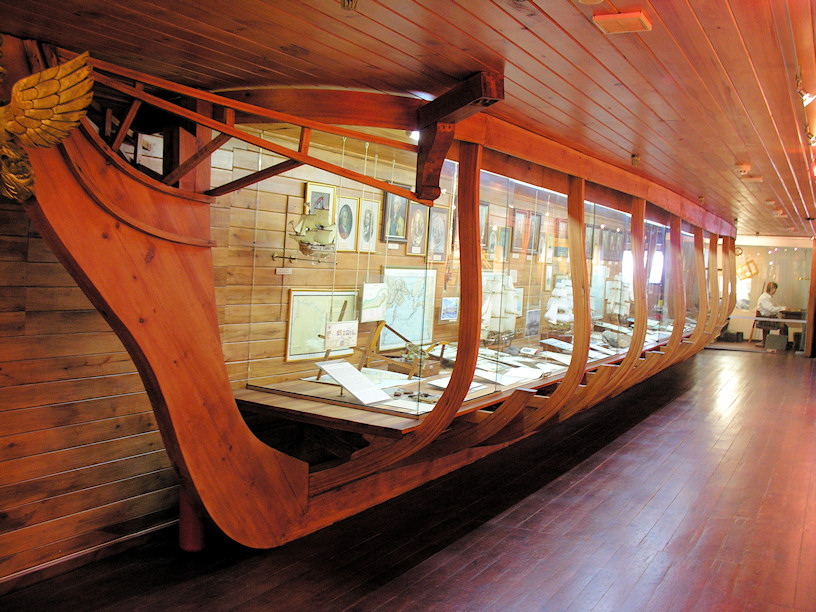
Экспозиция, посвящённая истории российских географических открытий и судоходства
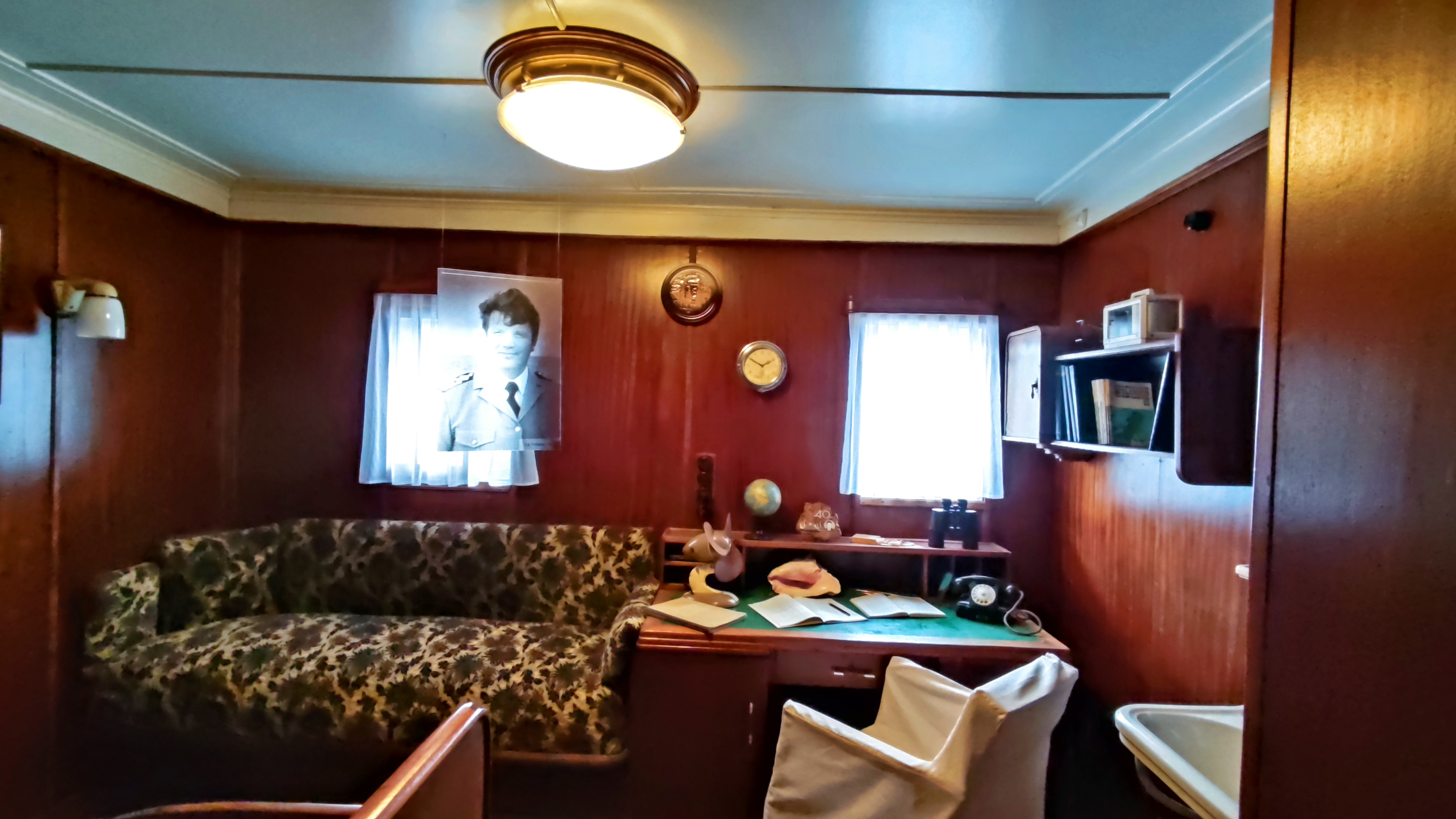
Каюта старшего штурмана
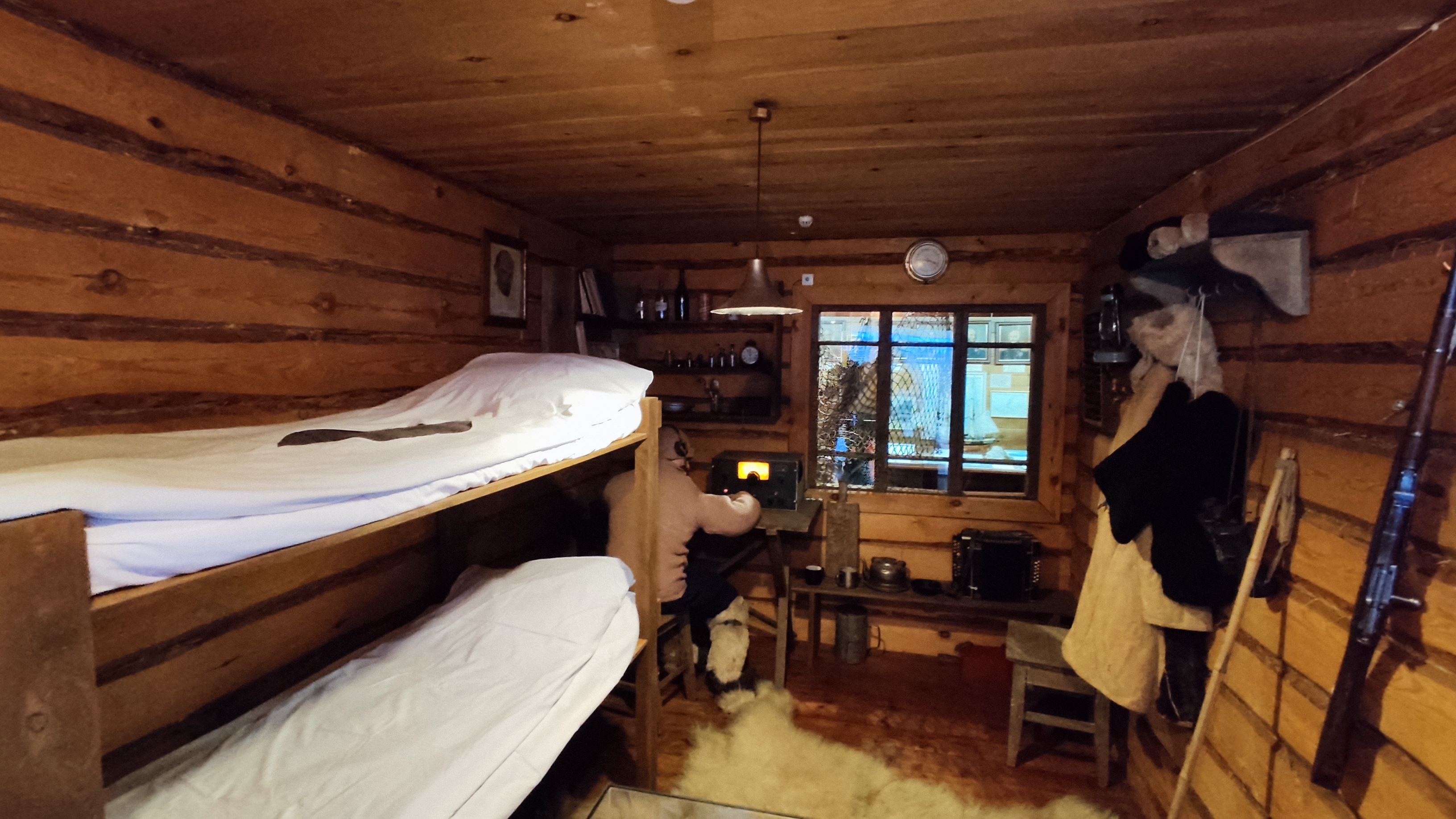
Макет интерьера полярной станции
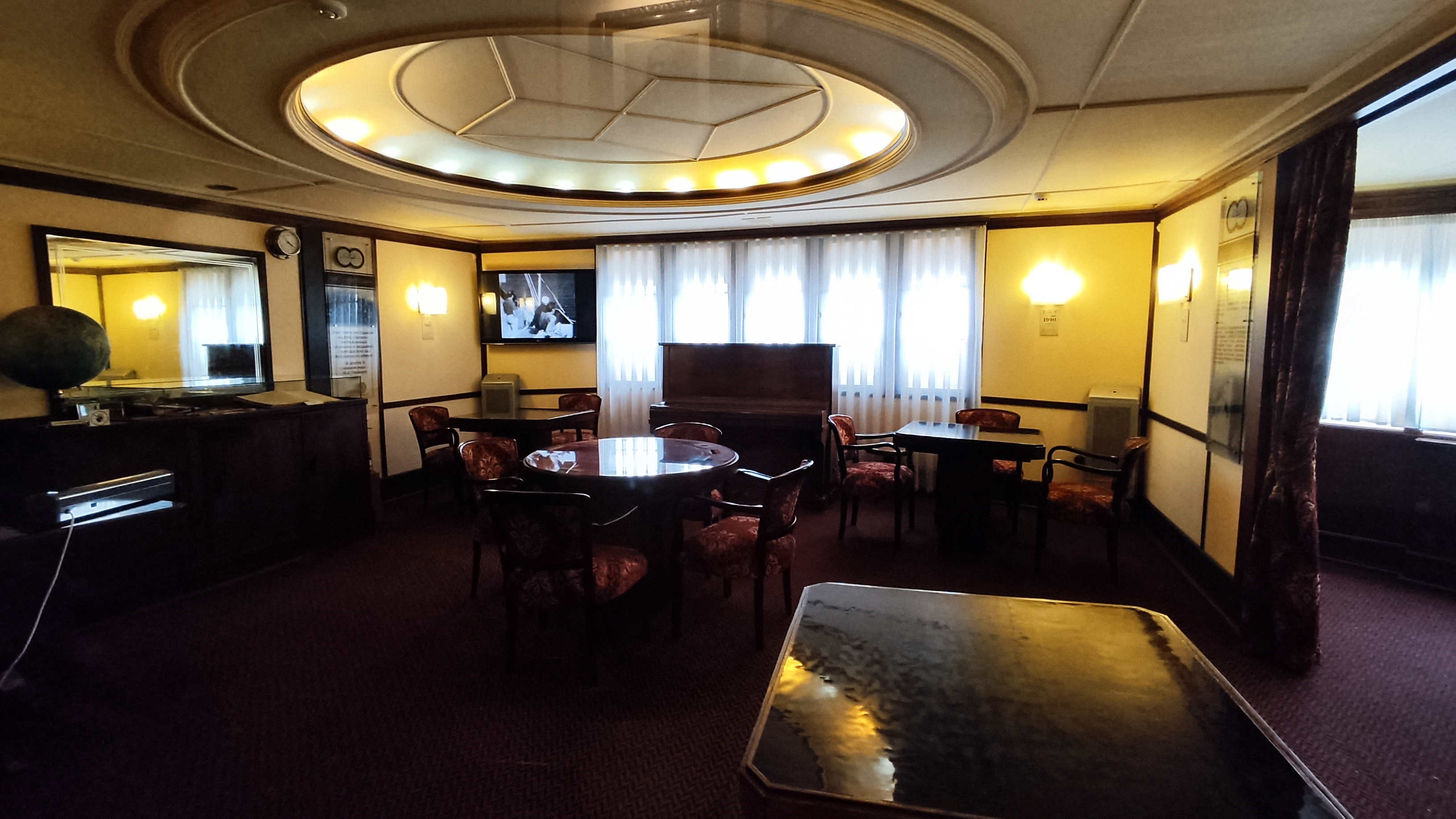
Кают-компания
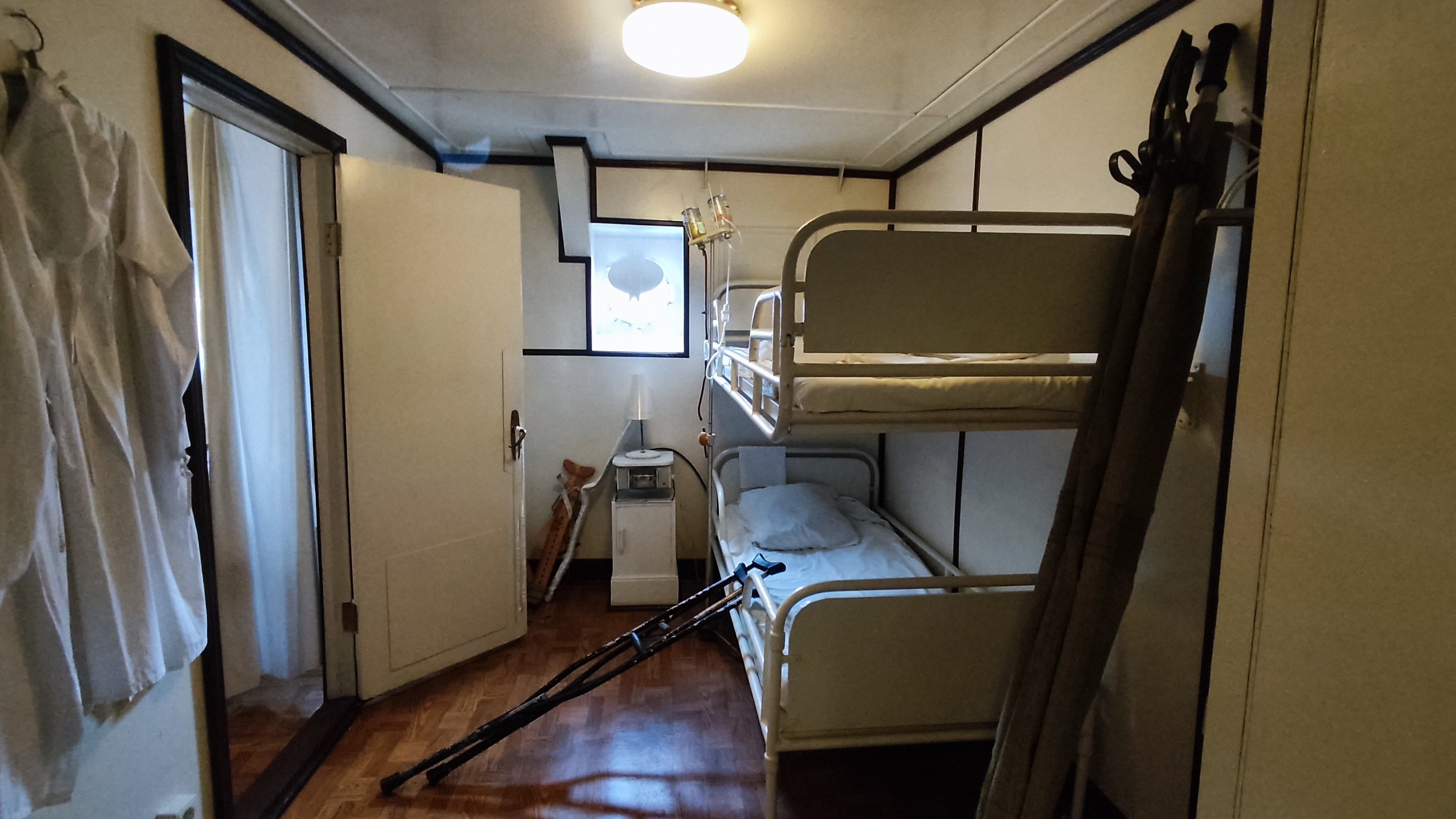
Медпункт
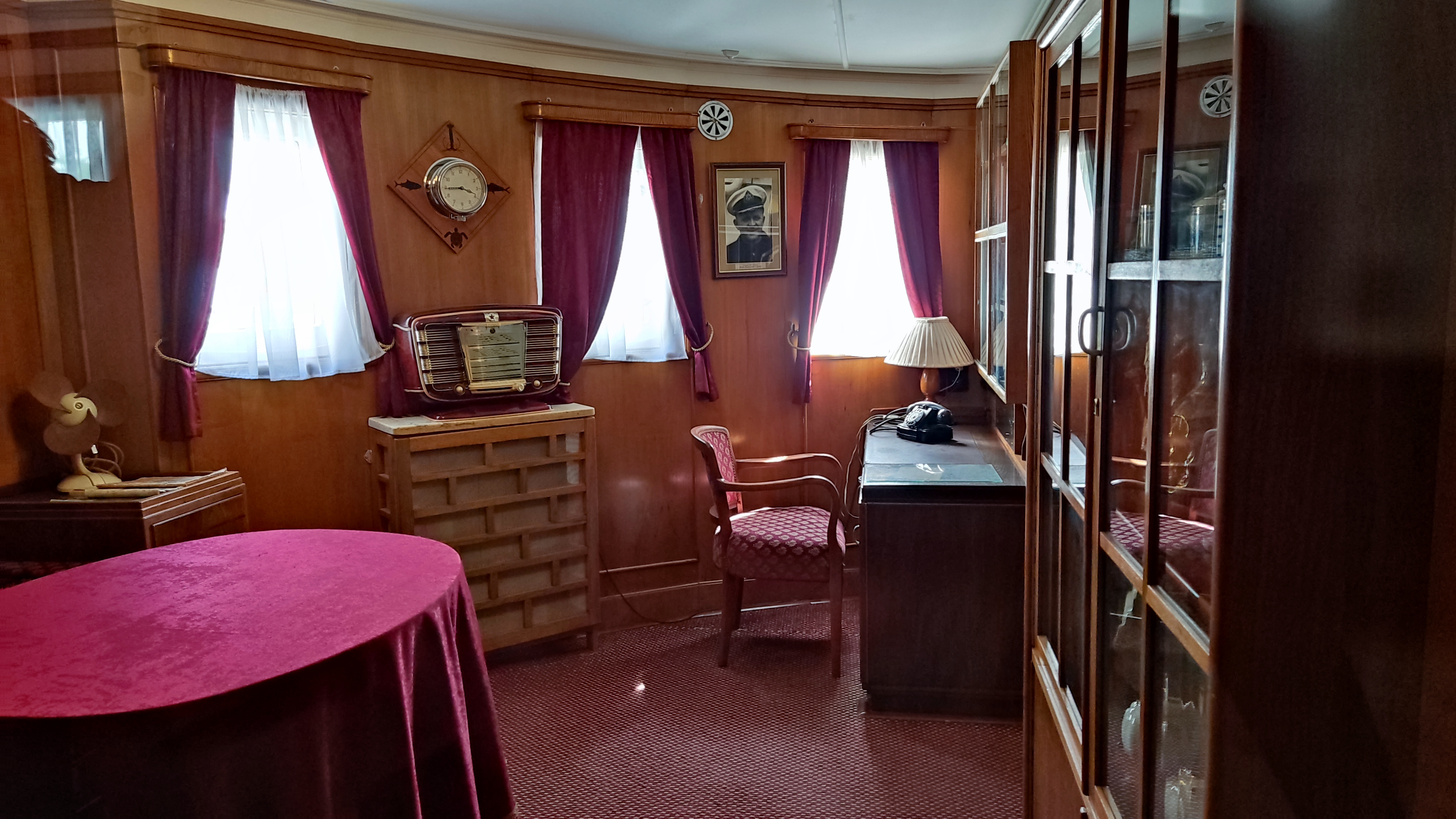
Каюта капитана
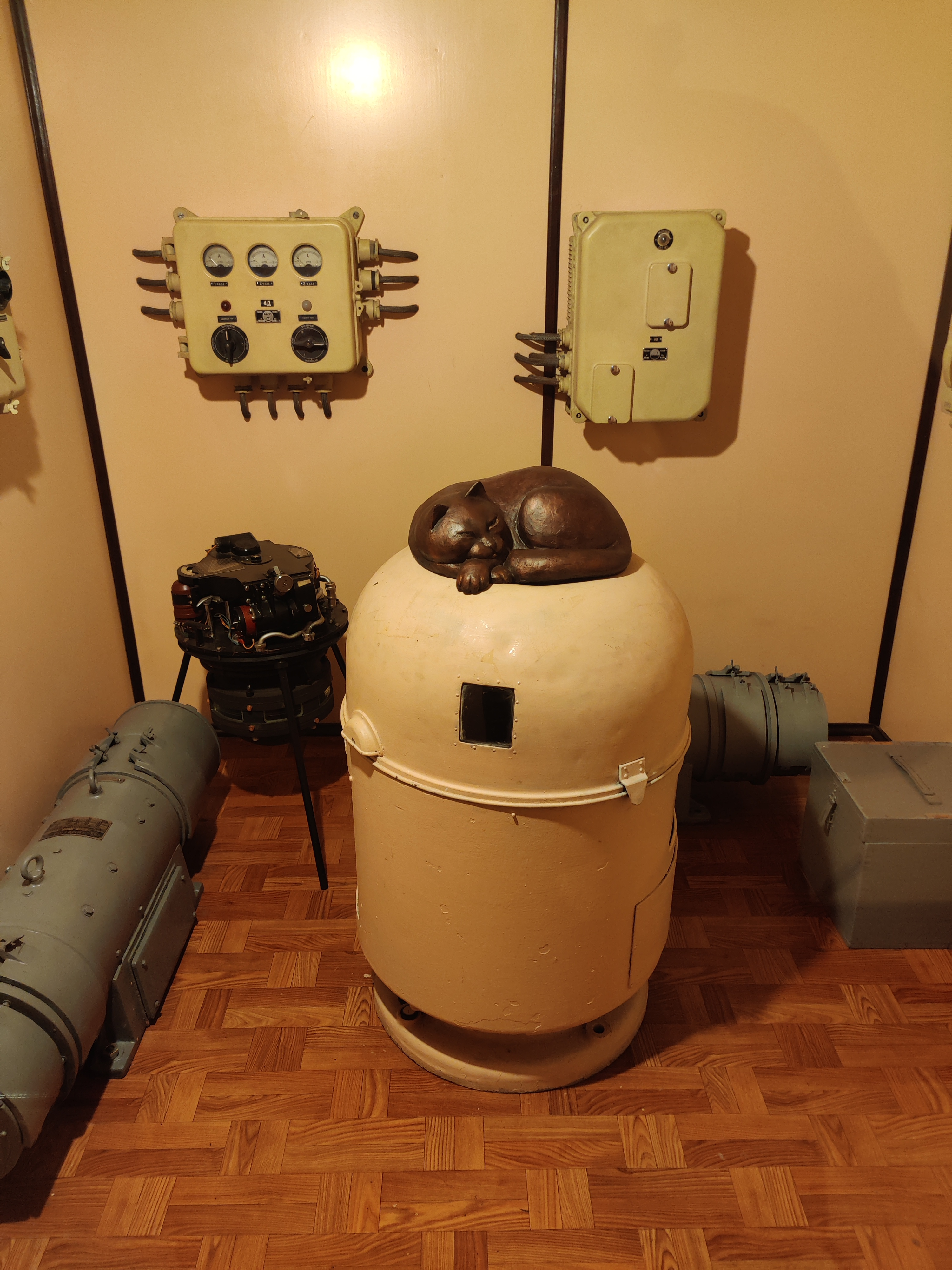
Гирокомпас «Витязя». По воспоминаниям Л. В. Почивалова корабельная кошка спала на нём во время сильной непогоды, спасаясь от качки.